# Ё-мобиль
Ё-моби́ль — российский проект последовательного гибридного автомобиля, в конструкции которого предполагалось использование электрической трансмиссии с комбинированным питанием от генератора, вращаемого газо-бензиновым двигателем внутреннего сгорания, и от ёмкостного накопителя энергии. За счёт применения такой схемы Ё-кроссовер имел бы базовый полный привод.
В основе конструкции автомобиля лежит стальная пространственная рама, а кузов предполагалось сделать из термоформованного АБС-пластика и полипропилена.
По заявлениям разработчиков, промышленное производство машин было запланировано на начало 2015 года, при этом стоимость автомобиля оценивалась, в зависимости от комплектации, от 450 до 490 тыс. рублей. Ранее заявлялось о начале производства в 2012 году и о цене от 360 тыс. руб.
Представители ОНЭКСИМ утверждали, что сертификация автомобиля пройдёт осенью 2014 года. 7 апреля 2014 года было сообщено о фактическом закрытии проекта, передаче ОНЭКСИМом за 1 € всех технологий государственному институту НАМИ и намерении продать цеха в Петербурге.
По разным оценкам, всего было выпущено 3—6 «ё-мобилей».

## История
Разработка городского гибридного автомобиля была начата силами компании ЯРОВИТ Моторс.
2010 год
12 апреля российская «инвестиционная группа ОНЭКСИМ» и российско-белорусский «ЯРОВИТ Моторс», проведя первую презентацию совместного выпуска легковых городских автомобилей, объявили о старте проекта. Для его реализации создана компания ООО «Городской автомобиль», в которой участие «ОНЭКСИМ» составляет 51 %, участие «ЯРОВИТ» — 49 %. Оценочный бюджет проекта (до начала серийного выпуска) — 150 млн евро.
12 октября состоялась вторая презентация новых автомобилей. В сравнении с первоначальными эскизами их компоновочное и дизайнерское решения получили заметное развитие. Было показано два четырёхместных варианта, исполненных на одной платформе. Первый — городской хетчбэк, предназначенный для семейного использования. Второй — компактный внедорожный кросс-спорт-купе, ориентированный на молодёжь. Разработкой экстерьера и интерьера автомобилей занимался Андрей Трофимчук. Подобно проекту пятилетней давности фирмы «Русский автомобильный дизайн», в окраске кузовов известный белорусский дизайнер Владимир Цеслер предложил использовать два цвета, один из которых неизменен — слоновая кость. Это станет фирменным стилем и должно символизировать философию гибридности — использования различных видов топлива для достижения одной цели: получения электрической энергии.
9 ноября были подведены итоги конкурса «Моё название городского автомобиля» и назван окончательный вариант — «Ё-мобиль». Также был обнародован фирменный логотип. Автором названия и логотипа стал Владимир Цеслер.
13 декабря, как и планировалось ранее, были представлены три самоходных опытных образца, изготовленные российскими кузовными ателье — ё-микровэн и ё-фургон (компания Cardi), а также ё-кросс-купе (фирма «Русский автомобильный дизайн»). Поскольку опытные кузова создавались исключительно в презентационных целях, они были установлены на простые стальные рамы, а в качестве двигателей использованы поршневые двухцилиндровые четырёхтактные моторы MPE 750 немецкой компании Weber. Одновременно было продемонстрировано слайд-шоу, детализирующее проект ё-мобиля.
2011 год
8 февраля в Клубе главных редакторов РСПП Михаил Прохоров заявил, что сертификацию ё-мобилей ориентировочно планируется осуществить в мае 2012 г. Отметив, что новинки на 90 % будут состоять из отечественных комплектующих, он подчеркнул, что производство основных компонентов (двигателя, шасси и пр.) компания «Ё-Авто» будет контролировать сама или в кооперации с подконтрольными партнёрами. Также Прохоров озвучил новый диапазон цен на будущие гибриды: от 320 тыс. руб. до 12 тыс. евро (около 480 тыс. руб.). Таким образом, первоначально озвученный разброс стоимости проектируемых машин расширился примерно на 30 тыс. руб. в обе стороны.
21 февраля в официальном блоге «Ё-Авто» был представлен «оптимизированный вариант ё-кросс-купе», в компоновке которого были учтены замечания посетителей презентации ё-мобилей. Основное внимание при переработке кузова было уделено повышению удобства размещения пассажиров: автомобиль, сохранив первоначальную колёсную базу, стал (несмотря на статус «купе») пятидверным и пятиместным. Объём багажного отделения доведён до 450 л (против прежних 400), со сложенными спинками задних сидений он увеличивается до 1100 л. Длина кузова увеличена до 4100 мм, высота — до 1550 мм, клиренс — до 210 мм (прежние показатели: 4062, 1495 и 200 мм соответственно). Значительно (с 20 до 27°) вырос угол переднего свеса, и незначительно — заднего (с 28 до 30°). Для учёта общественного мнения о предпочтениях между трёх- и пятидверными вариантами в блоге «Ё-Авто» был открыт соответствующий опрос, с самого начала показавший результаты в пользу обновлённого ё-купе, хотя и при заметной поддержке начального варианта (около 25—30 % респондентов). На данный момент производство трехдверной модификации не планируется.
1 апреля 2011 года машину (прототип с двухцилиндровым двигателем Weber) опробовал председатель правительства России Владимир Путин. Он совершил на нём поездку из своей подмосковной резиденции Ново-Огарёво, где проходило заседание правительственной комиссии по высоким технологиям и инновациям, в государственную резиденцию Горки-9, чтобы показать его президенту Дмитрию Медведеву.
13 апреля 2011 года в Смольном было подписано соглашение, из которого следует, что в индустриальном парке «Марьино» появится завод «Ё-Авто». Было запланировано, что первая очередь завода, запущенная 1 сентября 2012 года, позволит выпускать 45 тыс. ё-мобилей в год. После запуска второй очереди завода объём производства предполагается удвоить. На площадке запланировано строительство заводов по трём направлениям: «Ё-Авто», гибридные грузовики «Яровит-моторз», завод агрегатов для автомобилей (в перспективе). С помощью последнего компания рассчитывает в будущем заменить закупаемые части машин на собственные и довести локализацию машины до заявленных 90 %.
16 мая 2011 года был запущен сайт компании «Ё-Авто», где начался приём ни к чему не обязывающих предварительных заказов на автомобили из модельного ряда ё-мобилей. За первые сутки приёма заявок их число превысило 50 тыс., что больше всего предполагаемого годового объёма производства в 2012 году. Как пояснили представители компании, предзаказ не является договором на покупку Ё-мобиля и поэтому вносить оплату не нужно. Однако оформление предзаказа гарантирует направление заказчикам уведомления о возможности подписания контракта на приобретение автомобиля перед началом их серийного производства.. За неделю общее число заявок перевалило за 100 тыс. По типу машин они распределились так: 84 % - на модель кроссовера, 14 % - на микровэн, 2 % - на фургоны.
В мае Михаил Прохоров сообщил, что первые краш-тесты «ё-мобиля» запланированы на осень 2011 года. Он отметил, что к осени нынешнего года будут произведены 40 гибридных автомобилей, которые отправят на первые краш-тесты. Уже этим летом должны быть завершены первые ресурсные испытания двигателя «ё-мобиля». Но Андрей Бирюков в июле заявил, что на текущий момент завершены компьютерные краш-тесты, а физическое уничтожение может происходить только тогда, когда по окончательной технологии будет собран автомобиль, предназначенный для серийного производства, и это планируется к концу 2012 года.
8 июня началось строительство в индустриальном парке «Марьино» Петродворцового района Санкт-Петербурга первого завода по производству 45 тыс. ё-мобилей. В будущем предусмотрено появление в России до пяти дополнительных сборочных площадок. Также планируется строительство нового предприятия по производству автокомпонентов, призванного обеспечить деталями до 100 тыс. машин в год. В закладке первого камня участвовали Михаил Прохоров и губернатор Санкт-Петербурга Валентина Матвиенко. Инвестиции в первую очередь завода составили ок. 142 млн евро. Директор компании «Ё-Авто» Андрей Бирюков сообщил, что второй производственной площадкой для сборки ё-мобилей может стать столичный завод ЗИЛ.
В августе 2011 года была анонсирована презентация обновлённой модели компактного кроссовера, которая состоится на автосалоне во Франкфурте. Накануне презентации обновлённой модели кроссовера было объявлено, что автомобили кросс-купе первыми сойдут с конвейера завода «Ё-Авто».
13 сентября 2011 года на Франкфуртском автосалоне были показаны новый концепт ё-мобиля и обновлённый, после анализа полученных замечаний и пожеланий, ё-кроссовер. Также был представлен экземпляр ё-фургона. Фирма «Ё-Авто» оказалась на этом салоне единственным представителем России. Одновременно на сайт «Ё-Авто» добавили информацию о ё-концепте и убрали информацию о ё-микровэне. По завершении Франкфуртского автосалона показанные на нём три ё-мобиля отправлены в качестве передвижной экспозиции по 23 областным городам европейской части России.
2012 год
3 февраля были показаны изображения интерьера салона ё-кроссовера В сентябре 2012 года новым генеральным директором «Ё-Авто» вместо Андрея Бирюкова был назначен главный конструктор компании Андрей Гинзбург. По словам гендиректора группы «Онэксим» Дмитрия Разумова, изменения связаны со срывом сроков осуществления проекта «Ё-мобиль». Разумов также пообещал, что серийное производство автомобиля начнётся через 2-2,5 года.
2013 год
14 февраля, по итогам деловой встречи с руководителями автомобильных концернов на VII ежегодной международной конференции в области автокомпонентной промышленности «Автоинвест», Максим Мейксин, глава городского комитета по промышленной политике и инновациям, сообщил, что первый серийный ё-мобиль может быть выпущен в марте 2015 года. Присутствовавший Андрей Бирюков добавил, что испытания электрической трансмиссии завершились успешно.
21 июня Михаил Прохоров показал новый Ё-мобиль широкой общественности. Это случилось во время Петербургского международного экономического форума (ПМЭФ). Одновременно в СМИ попали фотографии и ролик первого предсерийного образца.
4 и 5 июля в центре испытаний НАМИ (Центрального научно-исследовательского автомобильного и автомоторного института) в Подмосковье, как и планировалось ранее, состоялась презентация гибридного кроссовера Ё-мобиль. Было представлено пять прототипов, в качестве ДВС которых используется поршневой двигатель объёмом 1,4 л и мощностью 75 л. с. производства итальянской фирмы Fiat.
2014 год
20 февраля 2014 года из-за недостаточного финансирования начало производства «ё-мобилей» было отложено на неопределённый срок. Об этом 20 февраля заявил на конференции «Автоинвест» председатель комитета по промышленной политике и инновациям Санкт-Петербурга Максим Мейксин..
3 марта 2014 года представители ОНЭКСИМ сообщили, что сертификация автомобиля пройдёт осенью 2014 года.
7 апреля 2014 года проект закрыт и все наработки переданы в НАМИ.
1 декабря Михаил Прохоров передал лидеру партии ЛДПР Владимиру Жириновскому экземпляр «ё-мобиля». Данная машина, получившая название Ё-Crossback EV, была изготовлена в четырёх экземплярах, по конструкции она заметно отличалась от прежних версий «ё-мобиля». Ё-Crossback EV имел не пятидверный, а трёхдверный кузов с оригинальным внешним видом, силовая установка была не гибридной, а электрической.

## Критика проекта
Заявления о начале серийного производства гибридных автомобилей отечественной разработки некоторыми обозревателями сразу воспринимались как неосуществимые, а всю затею они считали лишь эффектным пиар-ходом, связанным с избирательной кампанией владельца проекта.
Эксперты журнала «За рулём» утверждали, что заявления конструкторов являются слишком амбициозными по замыслу и по времени воплощения для столь малобюджетного коллектива, которым является «Ё-Авто».
Проект вызывал недоверие даже у высших чиновников государства. Так, заместитель министра промышленности и экономики Андрей Дементьев высказал сомнение в возможности осуществления проекта. Он в частности заявил: «Всё красиво, всё симпатично, но пока малореально».
Критики проекта указывали на:
- Низкую пассивную безопасность в связи с невозможностью создать зоны программируемой деформации в монококе[50].
- Анонсируемые ходовые характеристики автомобиля рассчитаны для идеальных случаев, в реальных же условиях ёмкости конденсатора может не хватать, что приведёт к заметному дефициту мощности и снижению скорости. В ходовых характеристиках не учтены расходы энергии на питание системы управления, фар, кондиционера и других внутренних систем[50].
- Отказ от дешёвых комплектаций, что, по мнению критиков, выводит ё-мобиль из категории «доступных» городских автомобилей[51].
- Использование двигателя зарубежного производства идёт вразрез с идеей создания российского автомобиля, на 90 % состоящего из отечественных комплектующих[41][50].
- Возможные проблемы, которые могут быть выявлены при испытании серийного образца полипропиленового кузова и решение которых усложнится из-за использования купленной под ключ технологии производства[47].
- Серьёзное изменение внешнего вида ё-кроссовера, показанного во Франкфурте, по сравнению с изначальным дизайном[52].
- Отказ от выпуска ё-микровэна (его описание исчезло с сайта производителя во время проведения Франкфуртского автосалона).[53]
- Разработка роторно-лопастного двигателя, который рассматривался в качестве будущего силового агрегата была прекращена за малоперспективностью[41].
- Смещение сроков открытия первого завода[38] и запуска серийного автомобиля[37][41][54][55].

## Планы и их выполнение
| План                                                                         | Сроки                          | Статус       | Комментарий |
| ---------------------------------------------------------------------------- | ------------------------------ | ------------ | --- |
| Завершение ресурсных испытаний роторно-лопастного двигателя                  | Лето 2011 года                 | Не выполнено | Информация о действующем образце отсутствует. |
| Выпуск предсерийной партии ё-мобилей для проведения испытаний и сертификации | Ноябрь 2011 года               | Не выполнено | Производство прототипов не начато, было перенесено на конец 2012 года.                                                                                                |
| Завершение эксплуатационно-сертификационных испытаний                        | Апрель 2012 года               | Не выполнено | Информация о проведённых испытаниях отсутствует. |
| Начало производства ё-мобилей на первом заводе                               | 1 сентября 2012 года           | Не выполнено | Завод не построен. Автомобили не выпускаются. |
| Выпуск 25 тысяч серийных ё-мобилей                                           | До конца 2012 года             | Не выполнено | Завод не построен. Автомобили не выпускаются. |
| Открытие первого завода и начало серийного выпуска автомобилей               | После января-февраля 2013 года | Не выполнено | Завод не построен (завершение строительства перенесено на второе полугодие 2014 года). Автомобили не выпускаются (начало производства перенесено на весну 2015 года). |
| Завершение строительства первого завода                                      | Второе полугодие 2014 года     | Не выполнено | Судьба незаконченной стройки не определена. |
| Начало серийного выпуска автомобилей                                         | Март 2015 года                 | Не выполнено | |

## Предполагавшиеся технические характеристики
Автомобиль предполагалось выпускать в трёх вариантах кузова. В качестве моторного топлива мог использоваться как бензин, так и газ (метан). В качестве главного источника энергии предполагалось использовать ДВС мощностью 60 л. с., спаренный с электрогенератором. Вырабатываемый ток запасается в накопителе (суперконденсаторе) и передаётся на два ведущих электромотора (по одному на каждую ось), которые через дифференциалы вращают колёса, реализуя схему постоянного полного привода. Всё электрооборудование управляется специально разработанной единой компьютерной системой, минимизирующей количество проводки в машине. Приборная панель снабжена электронным табло и блоком сенсорного управления. По состоянию на 27 января 2012 года для всех моделей заявлены следующие параметры (символом «*» обозначены позиции, снижающие стоимость стандартной комплектации):
- несущий кузов из полипропиленового композитного материала;
- силовая установка — скомбинированный с электрогенератором обычный ДВС мощностью 45 кВт/60 л. с.;
- электрическая трансмиссия с постоянным полным приводом или передним приводом* (по одному бесколлекторному электродвигателю мощностью 25 кВт/33,5 л. с. (максимальная — до 50 кВт)[5] на каждую ведущую ось), с системой рекуперации энергии и накопителем в виде суперконденсатора ёмкостью 50 фарад;
- запас хода — до 700 км при работе ДВС и до 2 км — только на энергии накопителей;
- розетка 220 В на 20 кВт (розетка в данном авто, в отличие от электромобилей, служит не для подзарядки, а наоборот — для снабжения электроэнергией потребителя);
- ёмкость бензинового бака — 20 л, запас сжатого природного газа эквивалентен 14 м³ в несжатом виде;
- ABS и ESP;
- две подушки безопасности (для водителя и переднего пассажира);
- круиз-контроль;
- климат-контроль;
- головные фары со светодиодными дневными ходовыми огнями;
- сенсорная панель управления TFT с разрешением 640×480, а также дисплей 8″ с разрешением 800×480;
- возможность выбора цветового и дизайн-решения информационных панелей;
- мультифункциональный руль;
- бортовой компьютер на основе процессора «Sitara Cortex» производства Texas Instruments, ОЗУ 128 МБ, 256 МБ флеш-памяти, операционная система Android[62];
- система навигации ГЛОНАСС и GPS на основе модуля «ГеоС-1»[63] от КБ «ГеоСтар навигация» с возможностью использования бесплатных карт OpenStreetMap, редактирования и загрузки их через Интернет или USB-порт;
- система автоматического пуска и остановки двигателя;
- литые или штампованные* колёсные диски с Run-flat-шинами[64], удерживающими воздух после прокола, позволяя автомобилю продолжать движение со скоростью до 80 км/ч до места ремонта (вследствие этого в ё-мобилях не предусматривается наличия запасного колеса);
- подвеска колёс: спереди — стойки «макферсон», сзади — упругая балка[65];
- мультимедийная система, состоящая из:
  - интернет-подключения (4G Yota, возможен другой провайдер);
  - медиаплеера с загрузкой файлов записей из внешних USB-накопителей;
  - мобильного телефона с интерфейсом Bluetooth.

| Заявленные технические характеристики                 | ё-микровэн     | трёхдверное ё-кросс-купе | пятидверное ё-кросс-купе | ё-фургон       |
| ----------------------------------------------------- | -------------- | ------------------------ | ------------------------ | -------------- |
| Габаритные размеры (д×ш×в), мм                        | 3925×1750×1549 | 4065×1832×1495           | 4011×1722×1640           | 4200×1855×1822 |
| Количество мест (включая место водителя)              | 5              | 2+2                      | 5                        | 2              |
| Количество дверей                                     | 5              | 3                        | 5                        | 3              |
| Количество подушек безопасности                       | 2              | 2                        | 2                        | 2              |
| Снаряжённая масса, кг                                 | 700            | 650                      | 1100                     | 950            |
| Полная масса, кг                                      | 1200           | 900                      | 1600                     | 1500           |
| Грузоподъёмность, кг                                  | —              | —                        | —                        | 550            |
| Объём грузового отсека/багажника, л                   | —              | —                        | 450/1100                 | 4000           |
| Колёсная формула                                      | 4×4 (4×2*)     | 4×4 (4×2*)               | 4×4                      | 4×4            |
| Тип и посадочный диаметр шин, дюйм                    | R16 (R15*)     | R17 (R16*)               | R17 (R16*)               | R16 (R15*)     |
| Дорожный просвет (клиренс), мм                        | 180            | 200                      | 210                      | 180            |
| Максимальная скорость (ограничена электроникой), км/ч | 120            | 120                      | 130                      | 130            |
| Время разгона до 100 км/ч, с:                         |                |                          | 9,9                      |                |
| Режим «Эко»                                           | 12             | 12                       | 12                       | 12             |
| Режим «Спорт»                                         | 10             | 10                       | 8                        | —              |
| Режим «Скользко»                                      | 14             | 14                       | 14                       | 14             |
| Расход топлива на 100 км, л                           | 3,5            | 3,5                      | 4,0                      | 4,0            |
| Запас хода при полной заправке обоих баков, км        | 700            | 700                      | 700                      | 700            |

## Особенности, которые обещали создатели ё-мобиля и проекта
- Радикально снизить количество узлов и деталей (в 2—2,5 раза меньше, чем у обычного автомобиля)[13].
- Производственный процесс планировалось провести так, чтобы уменьшить инвестиции в оборудование в 2—2,5 раза по сравнению с производимыми в настоящее время автомобилями[67].
- Модульную конструкцию, состоящую из 400 взаимозаменяемых блоков, позволяющих упростить производство, обслуживание, ремонт и адаптацию к дальнейшим новым разработкам и к индивидуальным запросам владельца[68].
- Концепция кузова изначально предполагала комбинацию пространственной алюминиевой рамы массой около 100 кг[69] с навесными панелями из базальтового волокна[13], однако позже изменилась в пользу несущей конструкции из композиционного материала на основе полипропилена. Ремонтопригодность такого решения признаётся невысокой (вплоть до необходимости полной замены кузова после серьёзных повреждений), однако это обстоятельство вполне укладывается в концепцию сборки и ремонта модульного автомобиля (предприятия холдинга производят заказную подготовку машинокомплектов, а сборку производят дилерские центры).
- В качестве накопителя энергии должен был использоваться блок электрических суперконденсаторов (ионисторов), разработанный ЗАО «ЭЛТОН»[70] — участником Инновационного центра «Сколково»[71], массой менее 100 кг, размещаемый под задними сиденьями. Для его полной зарядки требуется 10 минут[69]. Конденсатор ёмкостью 9,6 Ф должен зарядиться за 20—30 с при мощности генератора 30 кВт; разрядиться он должен за примерно такое же время. Впоследствии ионисторы предполагалось заказывать у южнокорейской фирмы[41].
- Заявленный межсервисный пробег — 40 тыс. км[72].
- Для увеличения ресурса 0,6-литровой[73] энергетической установки ё-мобиля массой 55 кг (35 кг — РЛД с синхронизатором, 20 кг — электрогенератор) предполагалось уменьшить её мощность со 100 кВт до 45 кВт[74].
- Цена — от 450 до 490 тыс. рублей[7]
- Производство автокомплектов планировалось осуществлять на региональных мини-заводах с годовой программой 10 тыс. автомобилей[13][41].

### Габаритные аналоги
- Лада Калина
- Tata Indica
- Ford Fusion
- Toyota Yaris
- Renault Sandero
- Hyundai Solaris
- Kia Rio (3-е поколение)